# محافظة عقلة الصقور
محافظة عقلة الصقور هي محافظة سعودية تابعة إدارياً لمنطقة القصيم.

## السكان
بلغ عدد سكان محافظة عقلة الصقور (20,805) نسمة حسب تعداد السعودية 2022، عدد السعوديين (16,789) نسمة، وعدد غير السعوديين (4,016) نسمة. وهم من قبيلة حرب 

## أمراؤها والإقطاع
عقلة الصقور هي اقطاعية طلبه الأمير صنهات الشطير من الملك عبد العزيز آل سعود وربعه الشعب من بني عمرو من حرب في عام 1345هـ الموافق عام 1927م، وأول من تولى إمارة عقلة الصقور هو صنهات بن بدر الشطير، وثم متعب بن صنهات الشطير، ثم جاسر بن صنهات الشطير، والآن سعد بن متعب بن صنهات الشطير.